# Nanna indotatum
Nanna indotatum är en tvåvingeart som beskrevs av Engelmark 1999. Nanna indotatum ingår i släktet Nanna och familjen kolvflugor. Inga underarter finns listade i Catalogue of Life.